# (38201) 1999 LF27
1999 LF27 (asteroide 38201) é um asteroide da cintura principal. Possui uma excentricidade de 0.16552910 e uma inclinação de 12.92401º.
Este asteroide foi descoberto no dia 9 de junho de 1999 por LINEAR em Socorro.